# 久米商船

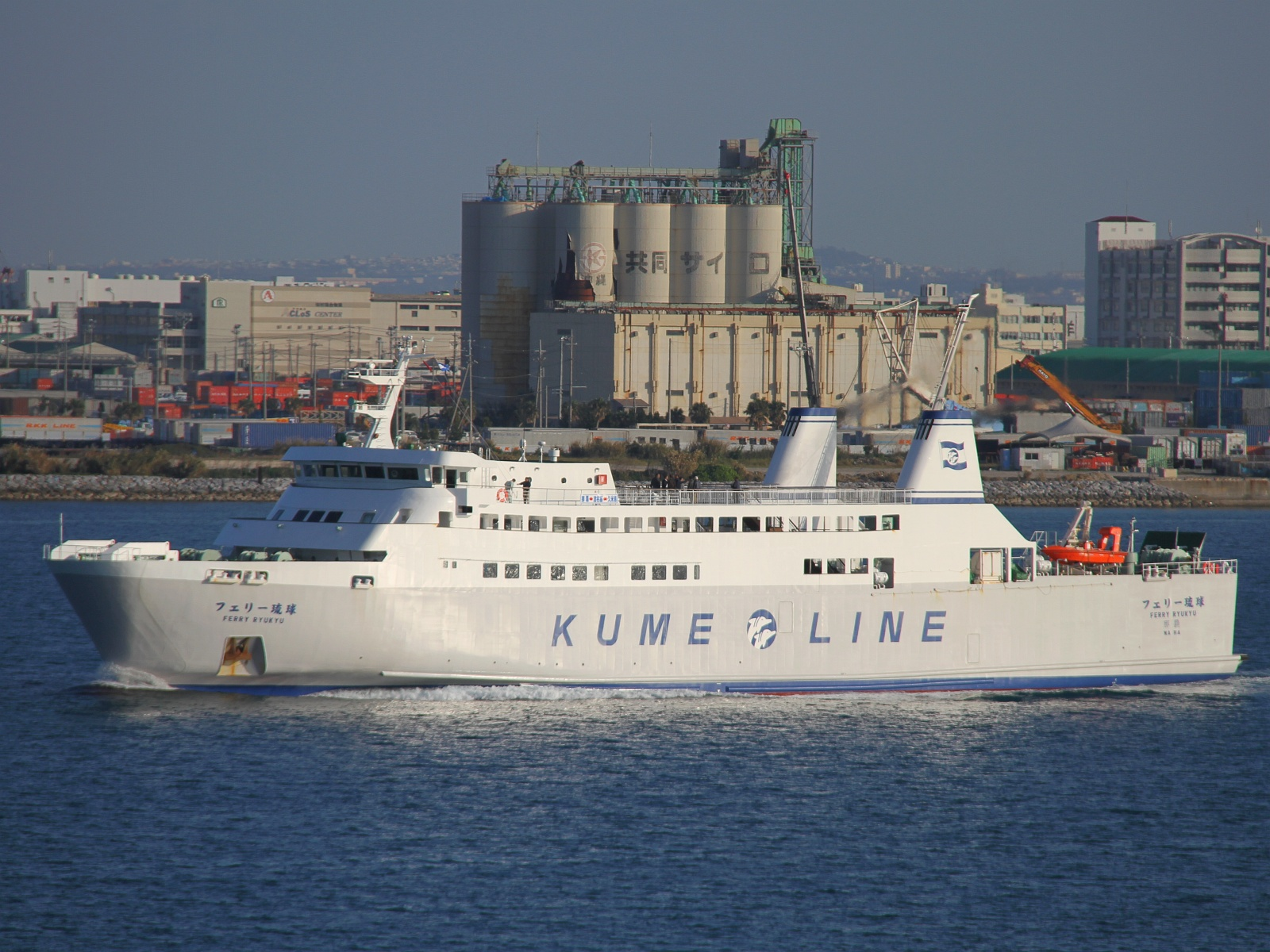
「フェリー琉球」 - 那覇港

久米商船（くめしょうせん）は、沖縄県那覇市前島に本社を置く海運会社。1950年4月創立。旧社名は久米島フェリー。
那覇港（泊ふ頭）と久米島や渡名喜島とを結ぶフェリー航路を運航している。

## 沿革
- 1950年4月 - 桃原清二により創業、那覇 - 久米島航路を開設[1]
- 1970年7月 - 渡名喜村営の那覇 - 渡名喜航路を合併、平和海運合資会社を設立[1]
- 1972年7月 - 仲里村営の那覇 - 久米島航路を合併、合資会社平和海運となる[1]
- 1974年11月 - 「フェリー久米島」就航、那覇 - 久米島航路がフェリー化される[1]
- 1975年5月 - 合資会社平和海運を吸収合併し久米島フェリー株式会社を設立[1]
- 1981年8月 - 久米島海運合資会社から那覇 - 久米島航路の営業権を譲渡され久米島航路を統一、那覇 - 渡名喜 - 真泊 - 兼城航路となる[1]
- 1982年6月 - 「フェリーなは」就航、フェリー2隻体制となる[1]
- 1987年 - 高速船「ぶるーすかい」就航、フェリー2隻、高速船1隻体制となる
- 1988年12月 - 「ニューくめしま」就航、「フェリー久米島」引退[1]
- 1996年12月 - 那覇市前島に本社社屋完成 [1]
- 2000年4月 - 創立50周年に合わせ社名を久米商船株式会社に変更[1]
- 2004年11月 - 高速船「ぶるーすかい」引退、フェリー2隻体制となり真泊港への寄港を廃止[1]
- 2012年7月 - 「フェリー琉球」就航、「フェリーなは」引退[1]
- 2019年5月31日 - 「ニューくめしま」引退
- 2019年7月 - 「フェリー海邦(かいほう)」就航

## 航路
- 那覇港（泊ふ頭） - 渡名喜島 - 久米島（兼城港）
1日2往復運航（ゴールデンウィークと8月以外の月曜日と一方の船のドック時は1往復）。午後の便は泊発・兼城発とも渡名喜島を経由しない（4月から10月の金曜日に限り久米島発の午後便も渡名喜島を経由する）。
渡名喜港は港湾事情により抜港することが多いほか、冬季や台風接近時には数日続けて欠航することもある。
1987年から2004年には、4月から10月に限り高速船も運航されていた。久米島の発着港は兼城港ではなく島東部の真泊港であった（高速船就航前は真泊港にも一部発着していた時期がある）。2005年の高速船廃止に伴いフェリー船が1日1往復から2往復に増便された。

## 船舶
船体側面に「KUME LINE」と大きく表記している。

### 現在の船舶
- フェリー海邦

総トン数　1,196トン、全長84m、幅13.6m、航海速力19ノット、旅客定員350名
「ニューくめしま」の後継として、2019年7月1日から就航開始。
- フェリー琉球

総トン数　1,188トン、全長83.9 m、幅13.6m、航海速力19ノット、旅客定員350名
「フェリーなは」の後継として、2012年7月14日就航

### 過去に運行されていた船舶
- ニューくめしま

総トン数 679トン、1988年就航、2019年5月31日引退
- フェリーなは

総トン数 697トン、1982年就航、2012年6月16日引退。
- ぶるーすかい

総トン数 275トン、全長32.8m、幅9.2m、旅客定員195名、航海速力29ノット
徳島高速船で就航していた双胴高速船、1987年就航、2004年11月引退。
- フェリー久米島

999総トン